# Adolphe Lequime
Adolphe Lequime, né à Bruxelles le 14 novembre 1804 (23 Brumaire an XIII)et mort à Nevers le 13 août 1883, est un médecin et industriel belge, fondateur de la sucrerie de Plagny à Challuy (Nièvre) avec MM. Bernard et Harpignies.

## Biographie
Sixième enfant de François-Joseph Lequime, officier, et d’Adrienne Deglimes, il est le petit-fils de Joseph LeQuime (1744-1793), financier, syndic et homme d’affaires belge, caissier du Grand et Petit Spectacle de Bruxelles (théâtre de La Monnaie et du Vauxhall), représentant du Peuple à Bruxelles en 1792.

### Le médecin
Il fut, sans aucun doute, comme son frère Joseph-Émile, de deux ans son aîné, placé très jeune dans le pensionnat qu'à Saint-Josse-ten-Noode dirigeait son oncle Jacques-Joseph Deglimes, poète néo-latin avant d'intégrer le Lycée Impérial de Bruxelles. Diplômé de la Faculté de Médecine de l'Université d'État de Louvain, le 10 avril 1829 avec une thèse De alteratione sanguinis, Adolphe Lequime publie en 1832, avec son frère, lui aussi médecin, une « Notice sur l’épidémie de choléra observée dans l’arrondissement de Valenciennes », brochure dans laquelle ils combattent l’opinion des médecins physiologistes qui voient, disent-ils, « des traces d’inflammation dans la rougeur que l’on rencontre si souvent sur la muqueuse intestinale, rougeur qui n’est pour eux que le résultat de l’infection générale de tous les viscères ». 
En 1833, tandis qu'il pratique rue du poinçon, no 17 à Bruxelles, il est nommé médecin délégué du Gouvernement dans les communes ; l'année suivante, en 1834, il fonde la première revue de médecine en Belgique, L’ Abeille, revue médicale et scientifique, choix d’articles puisés dans les journaux de médecine, français et étrangers. Au bout d’un an, L’ Abeille fusionnera avec L’ Observateur médical belge, fondé lui aussi en 1834 par Van Esschen pour devenir en 1835 L’ Abeille et l’ Observateur médical réunis, ou annales de la médecine belge et étrangères, par les docteurs Adolphe et Emile Lequime, Van Esschen et Ed. De Losen qui publia 63 volumes jusqu’en 1854. Le 1er n° paraît le 10 janvier 1835, « sous le patronage et avec le concours » de cinquante-six parmi les médecins et pharmaciens les plus renommés. Adolphe Lequime est en outre l'un des fondateurs de l'Université libre de Bruxelles en 1834.

### L’industrie sucrière: les Harpignies et les Douay-Lesens (Famars - Nord)
La sœur aînée d’Adolphe, Adèle Lequime (1796-1886) avait épousé en 1816 Henri Harpignies (1790 - 1870), industriel sucrier, administrateur et actionnaire des forges de Denain et d'Anzin, qui fonda à Famars (Nord) en 1826, avec Blanquet, une sucrerie considérée comme « l’une des plus grosses du département du Nord avec 278 tonnes produites en 1834 », d’après un procédé nouveau d’utilisation de chaux sans aucun acide. Par ailleurs, Alfred Lequime (neveu d’Adolphe) épousa Marie-Louise Delobel, originaire de Famars, petite-fille de Douay-Lesens, fabricant de sucre à Famars depuis 1836.
Le 26 juin 1846, tandis qu’il dirige une des sucreries Harpignies à Crespin (Nord), Adolphe Lequime obtient un brevet d’invention pour « un appareil hydropneumatique destiné à l’extraction du sucre contenu dans la betterave, soit verte, soit desséchée, à son maximum de rendement et de densité ».
Courant novembre 1848, il est reçu, avec son confrère sucrier Leroy, de Marquette, par Louis Napoléon Bonaparte dont ils espèrent obtenir, au nom des sucriers du Nord, le soutien avant l’élection présidentielle du 10 décembre. L’entretien ne dure qu’une demi-heure mais « les paroles claires et précises du candidat rassérènent les deux industriels qui, de retour dans le Nord, appellent à voter pour le neveu de l’Empereur ».
S’il semble qu’il ait eu quelque activité à la sucrerie de Bauffe (entre Ath et Lens, dans la province de Hainaut), sa présence à la sucrerie de Boucheneuil (commune de Bouchain, (Nord) est attestée en qualité de propriétaire, associé à MM. Cail et Schacher quand en août 1849, Émile Rousseau expérimenta pour la 1re fois le procédé qu’il venait de faire breveter [un nouveau mode de fabrication du sucre, reposant sur des principes nouveaux de purification des jus sucrés].
C'est là que M. Payen, secrétaire perpétuel de l'Académie d'Agriculture de France, dans le compte-rendu de 1849 indique, « avoir été chargé d’examiner à Valenciennes et à Boucheneuil, les nouveaux procédés d’extraction du sucre indigène de M. Dubrunfaut et M. Rousseau, et la fabrique de M. Lequime. L’origine de ce procédé remonte à plus de dix ans ; on savait déjà alors que, dans sa combinaison avec la chaux, le sucre n’est pas altéré, qu’on peut l’en extraire avec ses propriétés primitives.[…] M. Rousseau reprit, en 1848, des expériences en petit [issues du procédé Kulhmann] et détermina les conditions favorables ; il unit ses efforts à ceux de l’un de nos plus habiles constructeurs d’appareils, M. Cail, et d’un fabricant expérimenté, M. Lequime. Bientôt cette association d’hommes spéciaux parvint à diriger l’application en grand, suivant des dispositions nouvelles, de façon à en assurer le succès. Les résultats remarquables obtenus durant la dernière campagne 1849-1850, à la sucrerie de Boucheneuil (Nord), semblent fixer l’utilité manufacturière de cette application nouvelle ».
Ce procédé, « après avoir été essayé en grand, pour la première fois, à Boucheneuil, près de Valenciennes, dans la fabrique de M. Lequime, a été installé dans trois fabriques les plus considérables du département du Nord ».
Jugé « fabricant de sucre très expérimenté », il publie, à Valenciennes, en 1851, respectivement La Question des sucres au point de vue des privilèges des raffineurs libres, Questions de sucre. De l’exercice des raffineries libres ainsi que La Question des sucres. Pétition à l’Assemblée nationale. La même année, il publie dans la revue d’Armengaud aîné, Publication industrielle des machines et appareils les plus perfectionnés, un relevé de main-d'œuvre d'une fabrique, ainsi que l'état d'une journée de travail dans une raffinerie.

### La sucrerie de Plagny (commune de Challuy, près de Nevers)
En 1851, désireuse d’ouvrir un champ nouveau à l’activité agricole de la région, la Société départementale d’Agriculture de la Nièvre engagea des pourparlers avec des industriels du Nord, fabricants de sucre de betterave qui avaient fait la preuve du bénéfice tant pour les terres labourables que pour le bétail engraissé de l’usage d’engrais et des pulpes. D’où la création d’une société en commandite par actions entre MM. Bernard, Harpignies et Lequime constituée à Lille en mars 1853. Bien qu’actionnaire minoritaire, Adolphe Lequime en est le dirigeant jusqu’à son départ en 1868, à l’arrivée de Kolb-Bernard, auquel il semble céder ses parts. 
Considérée comme « l’une des sucreries les plus considérables de France », selon les experts du Comité départemental de la Nièvre sur les exposants admis à l’Exposition universelle de 1855, la sucrerie de Plagny a ouvert ses portes en 1853. Et, bien que « ne travaillant que depuis deux ans et pour le système alcoolique seulement, l’industrie a marché à la fois par le système des presses et par celui de la méthode de macération et fermentation simultanées de M. Dubrunfaut, dont il a été obtenu d’excellents produits ».
L’ensemble, idéalement situé à quatre kilomètres de Nevers, le long du canal latéral à la Loire, au bord de la grande route de Paris à Lyon (future Nationale 7) se déploie sur plus de six hectares. Y sont construits par l’architecte nivernais Dominique (1829-1888) : outre une très belle maison de maître, quatre ateliers (l’usine emploie jusqu’à 380 personnes), une distillerie, des logements et habitations pour contremaîtres et ouvriers entourés de jardins potagers, conciergerie, hangars, garages, chapelle, écuries pour 56 bœufs et 9 chevaux, jardins anglais… le tout entouré d’un mur d’enceinte. Une école primaire fut aussi fondée, tenue, de 1864 à 1876, par les Sœurs de la Sainte-Famille. De plus, hors les murs, sont créés un port sur le canal et une station d’épuration.
Tout va bien pendant deux engagements triennaux mais, dès août 1859, A. Frébault, le président de la Chambre de commerce de Nevers reconnaît que, « malgré les progrès… d’une culture qui, depuis trente ans, a plus que quintuplé la valeur territoriale des départements du Nord, l’usine est loin d’atteindre le chiffre de production betteravière qu’elle avait le droit d’espérer ». Dégageant la responsabilité des dirigeants de l’entreprise, il reconnaît 
« que les faiblesses proviennent d’un monde rural qui ne suit pas », souligne B. Stainmesse, dans la notice qu’il consacre à Lequime dans Les Patrons du Second Empire. A. Frébault met en cause, outre l’immobilisme des exploitants, l’insuffisante ardeur des propriétaires à encourager leurs fermiers à suivre une voie qui devait pourtant valoriser les propriétés ; il y ajoute les vexations administratives liées à la réglementation fiscale et la législation douanière.
Membre de la Chambre consultative des Arts et métiers, administrateur de la Banque de France, maire de Challuy de 1859 à 1868, éleveur distingué son nom est associé à la fondation du Herd-book charolais, en 1864, avec ceux de MM. Bellard, Benoît d’Azy, Bouillé, Bourry, Doury, Lacour-Lebaillif, Pinet de Maupas, Penicaut, Signoret, Tiersonnier, Bourdeau et Vogüe. Adolphe Lequime sera en outre l’un des fondateurs en 1873 de la Société des Amis des Arts de la Nièvre dont son gendre, le peintre Édouard Clery (1822-1895), en sera le vice-président et Hector Hanoteau le président. À son départ de Plagny en 1868, Adolphe Lequime prendra la direction de la Caisse commerciale, une banque de Nevers fondée en 1864 (rue de Rémilly) constituée sous forme de SA, dotée en 1880 d’un capital de 750 000 francs. Adolphe Lequime décède à Nevers le 13 août 1883. La Caisse commerciale cessera toute activité après 1887, date de sa liquidation.
De son mariage avec Émilie-Charlotte Pelcot (1811-1888), fille de Charles Pelcot, négociant en textile à Lille, sont issus trois enfants dont Paul Lequime (1834-1870) qui épousera Noémie Girerd, nièce de Frédéric Girerd (1801-1859), avocat à Nevers, Commissaire du Gouvernement, député de la Nièvre en 1848, ami de George Sand.

## Publications
- « Notice sur l’épidémie de choléra observée dans l’arrondissement de Valenciennes » (en coll. avec Joseph-Émile Lequime), Gazette médicale de santé, clinique des hôpitaux de Paris et journal spécial du cholera-morbus, Bruxelles, Grignon, avril 1832, p. 273-282
- « L’Abeille, revue médicale et scientifique, choix d’articles puisés dans les journaux de médecine français et étrangers », Bruxelles, Pelcot et Boisseaux (1834), 4 tomes.
- Annales de la Médecine belge et étrangère, publiées par Ad. Lequime, J.-E. Lequime, P.-J. van Esschen et Ed. De Losen, Bruxelles, A. Mertens, 1835-42, 32 vol.
- Gazette de santé à l'usage des gens du monde, du clergé et des bienfaiteurs des pauvres, ou journal de médecine domestique, Bruxelles, 1836.
- La Question des sucres au point de vue des privilèges des raffineurs libres, Valenciennes, impr. de A. Prignet, 1851
- Question des sucres. De l'exercice des raffineries libres, Valenciennes, impr. de A. Prignet, 1851
- Questions des sucres. Pétition à l'Assemblée nationale, Valenciennes, impr. de A. Prignet, 1851
- Relevé de main-d'œuvre d'une fabrique, ainsi que l'état d'une journée de travail dans une raffinerie, Publication industrielle des machines et appareils les plus perfectionnés, Armengaud aîné, 1851